# Sankt Eriksgatan, Göteborg
Sankt Eriksgatan är en gata inom stadsdelen Nordstaden i Göteborg. Den är cirka 350 meter lång, och sträcker sig från Östra Hamngatan till Packhusplatsen, korsningen Smedjegatan.
Gatan fick sitt namn 1883 efter närheten till den gamla bastionen Sankt Erik (Sanctus Ericus), vilken även är Sveriges nationalhelgon. Gatan har haft flera, äldre sträckningar.